# Любовский (посёлок)
Любовский — посёлок в Нововаршавском районе Омской области России. Входит в состав Русановского сельского поселения. Население 226 чел. (2010) .

## История
В соответствии с Законом Омской области от 30 июля 2004 года № 548-ОЗ «О границах и статусе муниципальных образований Омской области» посёлок вошёл в состав образованного муниципального образования «Русановское сельское поселение».

## География
Любовский находится в юго-восточной части региона, в пределах Западно-Сибирской равнины. Любовский фактически с пос. при станции Любовка представляет единый населённый пункт.
Уличная сеть состоит из пяти географических объектов:
ул. Весна, ул. Ветеранов, ул. Нефтебазовская, ул. Рабочая, ул. Центральная.
Абсолютная высота — 106 м над уровнем моря.

## Население
| 2010 |
| ---- |
| 226  |

Гендерный состав
По данным Всероссийской переписи населения 2010 года в гендерной структуре населения из 226 человек мужчин — 106, женщин — 120 (46,9 и	53,1 % соответственно).
Национальный состав
Согласно результатам переписи 2002 года, в национальной структуре населения русские составляли 67 % от общей численности населения в 298 чел..

## Инфраструктура
Нефтебаза, элеватор.
фельдшерско-акушерский пункт (структурное подразделение Нововаршавской ЦРБ), ул. Центральная, 20 (на сайте указано местонахождение в Любовке).
Школа и детсад — в соседней Любовке. Там же жд. вокзал и станция  Любовка Западно-Сибирской железной дороги  на линии «Омск — Иртышское».

## Транспорт
Автомобильный и железнодорожный транспорт.
Остановка общественного транспорта «Любовский», «Любовский элеватор».